# Corbère-les-Cabanes
Corbère-les-Cabanes (katalanisch Corbera la Cabana) ist eine französische Gemeinde mit 1155 Einwohnern (Stand 1. Januar 2022) im Département Pyrénées-Orientales in der Region Okzitanien. Sie gehört zum Arrondissement Prades und zum Kanton La Vallée de la Têt.

## Nachbargemeinden
Nachbargemeinden von Corbère-les-Cabanes sind Millas im Norden, Camélas im Südosten und Corbère im Westen.

## Bevölkerungsentwicklung
| Jahr      | 1962 | 1968 | 1975 | 1982 | 1990 | 1999 | 2013 | 2021 |
| Einwohner | 575  | 557  | 500  | 535  | 663  | 844  | 1149 | 1098 |

## Sehenswürdigkeiten
- Kirche Sainte-Madeleine
- l’Oustal, Haus aus dem 17. Jahrhundert